# Conjunto Santa Rita
O Conjunto Santa Rita é um complexo de cavernas calcárias no município de Iraquara, na Bahia, Brasil. Possui 17.050m de comprimento e é alvo de peregrinação tradicional. Guarda numerosas oferendas em seu altar e interior. A gruta tem duas grandes galerias paralelas unidas por uma galeria menor, estando ambas associadas a um declive mais baixo. Cerca de 600m do conjunto foi mapeado. O destaque da caverna é um espetacular escoamento de calcita, que se assemelha a cortinas de mais de 12m de altura, além de belos traços estratigráficos nas paredes. A pequena e adjacente Gruta Santa Rita II, também foi mapeada.